# Будимљанско-полимска епархија
Будимљанско-полимска епархија је некадашња епархија Српске православне цркве, која је постојала у раздобљу од 1947. до 1956. године.

## Историја
По измијењеном Уставу Српске православне цркве из 1947. године, основана је Будимљанско-полимска епархија са сједиштем у Бијелом Пољу, а за епископа је постављен Макарије (Ђорђевић). Ова епархија је основана као баштиница старе Будимљанске епархије, која је постојала у раздобљу од 12. до 17. века. Епархија је формирана од дијелова епархија Дабробосанске, Црногорско-приморске и Рашко-призренске. Од Дабробосанске епархије узети су срезови Пљеваљски, Нововарошки, Прибојски и Милешевски, од Црногорско-приморске епархије срезови Андријевички до планине Трешњевик са испоставом Плав и Гусиње, Берански са испоставом Рожај и Бјелопољски и од Рашко-призренске епархије Срез сјенички.